# Алтмюл
Алтмюл (на немски: Altmühl) е река в Германия (провинция Бавария), ляв приток на Дунав. Дължина 227 km, площ на водосборния басейн 3258 km².
Река Алтмюл води началото си от чешма, разположена на 458 m н.в. в североизточните склонове на възвишението Франкенхьоз, на 10 km североизточно от град Ротенбург об дер Таубер, в западната част на провинция Бавария, Германия. Тече в югоизточна посока, като между градовете Тройтлинген и Айхщет проломява югозападната част на възвишението Франконски Алб в тясна и силно меандрираща долина. След Айхщет завива на изток, тече по южното подножие на Франконски Алб, при град Дитфурт завива на югоизток и в град Келхайм се влива отляво в река Дунав, при нейния 2412 km, на 338 m н.в.
На юг и югозапад водосборният басейн на Алтмюл граничи с водосборните басейни на реките Шутер, Усел, Вьорниц и други по-малки леви притоци на Дунав, на северозапад и север – с водосборния басейн на река Майн (десен приток на Рейн), а на североизток – с водосборния басейн на река Шварце Лабер, ляв приток на Дунав. В тези си граници площта на водосборния басейн на Алтмюл възлиза на 3258 km² (0,40% от водосборния басейн на Дунав). Основни притоци: леви – Шварцах, Вайсе Лабер; десни – Визет. Максимален отток през проелетта и есента.
Най-долните 30 km нареката до град Дитфурт са плавателни. През 1845 г. оттук на север, а след това по реките Шварцах и Редниц до река Майн при град Бамберг е изграден плавателния Людвикс канал с дължина 172 km, който през 1950 г. е закрит поради разрушаването му на отделни участъци по време на Втората световна война. През 1921 г. започва изграждането на алтернативно трасе на същия канал, който е пуснат в експлоятация през 1992 г. и е с дължина 171 km. Новият канал Рейн - Майн - Дунав следва почти същото трасе с изключение на участъка между градовете Нюрнберг и Дитфурт. По течението на реката са разположени градовете Гунценхаузен, Айхщет, Дитфурт, Риденбург и Келхайм.